# Argaleostatus testaceus
Argaleostatus testaceus är en stekelart som först beskrevs av Peter Cameron 1884.
Argaleostatus testaceus ingår i släktet Argaleostatus och familjen hoppglanssteklar. Inga underarter finns listade i Catalogue of Life.